# 1829 en France
Chronologie de la France
- 1825
- 1826
- 1827
- 1828
- 1829
- 1830
- 1831
- 1832
- 1833

Cette page concerne l'année 1829 du calendrier grégorien.

## Événements
- 1er janvier : première application de l'éclairage au gaz à Paris rue de la Paix (dix becs) et place Vendôme (quatre becs) ; douze becs sont installés rue de Castiglione le 7 août, douze autres becs place de l'Odéon le 1er septembre[1]. Le 1er novembre, les galeries du Palais-Royal sont éclairées au gaz[2].
- 27 janvier : discours du roi à l'ouverture de la session des chambres[3].

- 3 février : parution du Dernier Jour d'un condamné de Victor Hugo (1802-1885)[4].

- Février-juillet : troubles liés à la disette dans le Nivernais, le bassin de la Seine et le Val de Loire[5].

- 2 mars : la compagnie des houillères et fonderies de l'Aveyron achète le hameau de Lasalle, rebaptisé Decazeville[6].
- 15 mars : parution des Chouans, d'Honoré de Balzac sous le titre : Le dernier Chouan ou la Bretagne en 1800[7].
- 25 mars : paix entre les Maures du Trarza et la France au Sénégal, ratifiée à Saint-Louis le 15 avril[8].

- 8 avril : Martignac fait retirer les deux projets de loi sur l’organisation départementale et municipale, après que la droite se soit abstenue de voter lors d’un amendement de la gauche proposant la suppression des conseils d’arrondissements et plaidant en faveur du rétablissement des cantons contre l’avis des ministres[9]. Martignac, qui ne comprend pas les intentions du roi, propose des réformes administratives, qui n’apportent à la gauche que des garanties théoriques pour les conseils municipaux, d’arrondissement ou généraux, qui seraient devenus électifs. Le ministère est mis en difficulté sur la question de savoir si l’on discuterait d’abord des départements ou des communes[10].
- 24 avril : Montmorency-Laval est nommé en remplacement de La Ferronnays aux affaires étrangères[3].

- 14 mai : Portalis, garde des sceaux, est nommé aux affaires étrangères, et remplacé par Bourdeau[3].

- 25-30 mai : échauffourée entre paysans déguisés en femme et gardes forestiers et gendarmes lors de la saisie d'un troupeau dans la forêt de Saint-Lary, en Ariège. Début de la Guerre des Demoiselles contre l'application du Code forestier publié en 1827 qui interdit les coupes de bois et la pâture des animaux en forêt[11]. La rébellion se répand dans tout le département et dure jusqu'en 1832, puis, de façon plus sporadique, jusqu'en 1872[12].

- 10 juin : loi Sapey relative à l'établissement d'un service de poste dans toutes les communes du Royaume[13].

- 1er juillet : premier numero de la Revue des Deux Mondes[14].
- 7 juillet : association du maréchal Soult, duc de Dalmatie, avec le vicomte de La Rochefoucauld pour créer la Compagnie des fonderies et des forges d'Alès[15].
- 31 juillet : clôture de la session législative[3].

- 3 août : incident du Provence ; les forts d’Alger bombardent le navire français. Échec des négociations avec le dey d’Alger[16].
- 8 août : ministère Jules de Polignac. Charles X démet Martignac et nomme Polignac, un ultra notoire, au ministère des Affaires étrangères[3].

- 11 septembre : publication dans le Journal du Commerce d'un acte d'association contre le payement de l'impôt, si celui-ci n'est pas voté régulièrement par les Chambres, groupant « un grand nombre » d'habitants des cinq départements de Bretagne avec Comité central à Pontivy[17].

- 11 octobre, Madagascar : bombardement de Tamatave par l’expédition Gourbeyre[18].
- 23 octobre : convention entre la France et la Prusse[3].

- 17 novembre : le roi, après avoir fait voter le budget, impose le prince de Polignac comme président du Conseil (fin en juillet 1830)[3].

- 17-22 novembre : vague de froid, suivie d'un dégel complet. Début d'un hiver particulièrement froid[20].
- 18 novembre : Montbel remplace à l'intérieur La Bourdonnaye, et est remplacé par Guernon-Ranville aux affaires ecclésiastiques et à l'instruction publique[3].
- 22-26 novembre : convention avec Madagascar qui reconnaît les droits de la France ; la reine Ranavalona refuse de la ratifier[18].
- 6 décembre-19 janvier : nouvelle vague de froid[20].

- En 1829 : Fondation de l'École centrale des Arts et Manufactures.